# Point Pedro
Point Pedro è una città dello Sri Lanka, situata nella Provincia Settentrionale.